# Ставропігія
Ставропігі́я (від грец. «ставрос» і «пігіон» — поставлення хреста) — автономна православна церковна одиниця (парафія, монастир, братство), яка підлягає юрисдикції не місцевому ієрархові, а безпосередньо патріархові (в Російській Імперії з 1721 року Святішому синодові, а в Україні з 2018 року — Вселенському Патріарху) і користується спеціальними правами (догляд над духовенством, іноді навіть над ієрархами).
Класичним прикладом ставропігії можуть слугувати 20 нині діючих монастирів Святої гори Афон в Греції.

## В Україні
В Україні право ставропігії надавали константинопольські (до 1686), а згодом московські патріархи (до початку XVIII ст.). Цим правом скористалися деякі церковні братства, які під час релігійної боротьби (перша половина XVII ст.) стали на оборону православ'я, поборюючи деякі заходи місцевих єпископів.
Причиною поширення ставропійних одиниць в Україні була специфічна організація православної церкви у Речі Посполитій. Вона полягала у повному контролі шляхти за призначенням церковних ієрархів. В результаті, єпископами та архимандритами ставали особи без духовної підготовки і освіти, часто неморальної поведінки, що використовували свої становище для особистого збагачення. Право ставропігії, було можливістю звільнитись з-під контролю деградованого «шляхетського» єпископату.
Церковна ієрархія виступила проти ставропігії, а архієпископ Мелетій Смотрицький здобув 1626 року грамоту від константинопольського патріарха про скасування ставропігії у Київській митрополії; цю постанову пізніше обмежено новонаданими ставропігіями, а надалі й скасовано.
Ставропігія в Україні знову набуває актуальності у зв'язку з процесом надання Вселенським Патріархом Варфоломієм статусу автокефальної Українській церкві .

### Історичні ставропігії
- Києво-Печерська лавра (з 1589),
- Львівське Успенське братство (з 1589),
- Київське Богоявленське братство (з 1620),
- Манявський скит (з 1620),
- Луцьке Хресто-Воздвиженське братство (з 1623),
- Межигірський Спасопреображенський монастир (з 1687)
- Глинська пустинь Різдва Пресвятої Богородиці

З другої пол. XVII ст. ставропігії втрачають роль, яку доти відігравали. Найдовше ставропігією користувалося Львівське Успенське братство, яке 1709 року перейшло на унію і було перетворене на Ставропігійський інститут.